# Halve marathon van Egmond 2010
De Halve marathon van Egmond 2010 vond plaats op 10 januari 2010. Door de hevige weersomstandigheden de dag ervoor, vond de burgemeester  Hetty Hafkamp het niet verwantwoord om het evenement door te laten gaan en daarom trok Hafkamp de vergunning in. 17.713 mensen hadden zich ingeschreven om deel te nemen.
De hele week van begin januari was het bar winterweer. In de week voorafgaand aan de marathon had de organisatie de route al aangepast om heen en terug over het strand te gaan, wat nog nooit in de voorafgaande edities is gebeurd. De duinpaden waren door opgevroren sneeuw gladder dan ooit, maar de organisatie kon er weinig tegen doen omdat strooien in de duinen niet mag, overigens vegen ook niet. Het parcours was niet goed bereikbaar voor de hulpdiensten. De Geneeskundige Hulpverlening bij Ongevallen en Rampen (GHOR) vreesde dat de normale aanrijtijd van de ambulances niet gehaald ging worden en door de drukte op het strand geen ruimte voor hulpdiensten was.
1973 ·
1974 ·
1975 ·
1976 ·
1977 ·
1978 ·
1979 ·
1980 ·
1981 ·
1982 ·
1983 ·
1984 ·
1985 ·
1986 ·
1987 ·
1988 ·
1989 ·
1990 ·
1991 ·
1992 ·
1993 ·
1994 ·
1995 ·
1996 ·
1997 ·
1998 ·
1999 ·
2000 ·
2001 ·
2002 ·
2003 ·
2004 ·
2005 ·
2006 ·
2007 ·
2008 ·
2009 ·
2010 ·
2011 ·
2012 ·
2013 ·
2014 ·
2015 ·
2016 ·
2017 ·
2018 ·
2019 ·
2020 ·
2021 ·
2022 ·
2023 ·
2024 ·
2025